# Opius instabiloides
Opius instabiloides är en stekelart som beskrevs av Fischer 1959. Opius instabiloides ingår i släktet Opius och familjen bracksteklar. Inga underarter finns listade i Catalogue of Life.